# Тайва (Міяґі)

38°26′47″ пн. ш. 140°53′11″ сх. д. / 38.44639° пн. ш. 140.88639° сх. д.
Та́йва (яп. 大和町, たいわちょう, МФА: [tai̯wa t͡ɕoː]) — містечко в Японії, в повіті Курокава префектури Міяґі. Станом на 1 жовтня 2008 площа містечка становила 225,59 км². Станом на 1 січня 2009 населення містечка становило 24 448 осіб.